# Roger Gyselinck
Roger Gyselinck (Wetteren, 17 de setembro de 1920 – Wetteren, 5 de janeiro de 2002) foi um ciclista belga, que foi profissional entre 1941 e 1954. A sua vitória mais importando foi a Volta à Alemanha de 1950.

## Palmarés
- 1938
  - 1.º no Grande Prêmio Stad Sint-Niklaas
- 1942
  - 1.º em Aalst
- 1946
  - 1.º em Erembodegem-Terjoden
  - 1.º em Mere
- 1948
  - 1.º em Nieuwerkerken Limburg
  - 1.º em Sleidinge
  - 1.º no Critèrium de Zingem
  - 1.º em Nieuwerkerken Aalst
- 1949
  - 1.º em Handzame
- 1950
  - 1.º na Volta em Alemanha e vencedor de 3 etapas
- 1952
  - 1.º em Ronse
  - 1953
  - 1.º em Temse

### Resultados ao Tour de France
- 1947. 43.º da classificação geral